# Кларк (окръг, Арканзас)
Вижте пояснителната страница за други населени места с името Кларк.
Окръг Кларк (на английски: Clark County) е окръг в щата Арканзас, Съединени американски щати. Площта му е 2287 km², а населението – 22 995 души (2010). Административен център е град Аркаделфия.